# Horvátország adórendszere
Horvátország adórendszere központi és regionális adókból áll. 2012-ben az adók a bruttó hazai termék (GDP) 19,7%-át tették ki. Az állam legfőbb bevételi forrásai a személyi jövedelemadó, társadalombiztosítási hozzájárulások, társasági adó és általános forgalmi adó, amelyek mind központi jellegűek.
A személyi jövedelemadó Horvátországban progresszív, három kulccsal:
| Éves jövedelem               | Adókulcs |
| ---------------------------- | -------- |
| 0 és 26 400 HRK között       | 12%      |
| 26 400 és 105 600 HRK között | 25%      |
| 105 600 HRK felett           | 40%      |

Az általános forgalmi adó általános kulcs 25%, és két alacsonyabb adókulcs is létezik, 13 és 5 százalékos. Az újságokra, folyóiratokra, kenyérre és tejre a 13%-os kulcs vonatkozik.
A munkaviszonyból származó jövedelem után a munkáltató 15,2% társadalombiztosítási hozzájárulást fizet, míg a munkavállaló 20%-osat. Ez az alábbiak szerint oszlik meg:
| Biztosítás célja                 | Összesen | Munkavállaló % | Munkáltató % |
| -------------------------------- | -------- | -------------- | ------------ |
| nyugdíjalap                      | 15,0%    | 15,0%          | -            |
| tartalékalap                     | 8,0%     | 5,0%           | -            |
| egészségügy                      | -        | -              | 13,0%        |
| munkanélküliség                  | 1,7%     | 1,7%           | -            |
| hátrányos helyzetű munkavállalók | 0,1%     | -              | 0,1%         |
| munkabaleset                     | 0,5%     | -              | 0,5%         |
| Összesen                         | 35,2%    | 20,0%          | 15,2%        |

A társasági adó kulcsa egységesen 20%. A horvát vállalatok adóalapja a teljes nyereség, míg a külföldön bejegyzett cégeké a Horvátországban megszerzett nyereség.

## Fordítás
Ez a szócikk részben vagy egészben  a   Taxation in Croatia című angol Wikipédia-szócikk fordításán alapul.  Az eredeti cikk szerkesztőit annak laptörténete sorolja fel. Ez a jelzés csupán a megfogalmazás eredetét és a szerzői jogokat jelzi, nem szolgál a cikkben szereplő információk forrásmegjelöléseként.